# Monasterio de Piedra
El monasterio de Piedra es un establecimiento turístico ubicado en un antiguo monasterio cisterciense que se halla en el municipio zaragozano de Nuévalos en la comarca de Calatayud, en Aragón (España).
Dedicado a  Santa María la Blanca, fue fundado en 1194 por trece monjes cistercienses llegados del monasterio de Poblet, en el antiguo castillo de Piedra Vieja y junto al río Piedra. Se abandonó en 1835 debido a la desamortización de Mendizábal, comprado por un particular cinco años después y reconvertido en establecimiento turístico. Se catalogó como Monumento Nacional el 16 de febrero de 1983.Eclesiásticamente está incluido en el arciprestazgo del Alto Jalón, Diócesis de Tarazona. Es uno de los enclaves turísticos más visitados de Aragón.
La construcción del cenobio se desarrolló a lo largo de tres etapas:
1. La gótica primitiva (siglo xiii)
2. La gótica renacentista (siglo xvi)
3. La clásica-barroca (siglo xviii)

Al recinto amurallado se accedía por la torre medieval del homenaje y la iglesia, destruida en los primeros decenios del siglo XIX, comunicaba con el claustro abierto de grandes arcos apuntados y sus capiteles con labrados follajes imitados del bizantino, así como con las distintas dependencias. También destaca la magnífica escalera principal que se despliega en dos anchos ramales sostenida toda por arcos y cobijada por una hermosa bóveda. Para poder disfrutar de este enclave natural los adultos tienen que pagar una entrada que cuesta 18.50 euros, mientras que los niños de 4 a 11 años al igual que las personas mayores de 65 años les cuesta 12'50 euros.

## Historia
La fundación del Monasterio de Piedra se relaciona con un doble marco histórico: Es parte del fenómeno de las repoblaciones de la segunda mitad del siglo xii y también es un brillante capítulo de la expansión de los cistercienses por la península ibérica. En 1186, Alfonso II de Aragón el Casto, y su esposa, Sancha de Castilla, donaron a los monjes de Poblet el castillo de Piedra (castrum Petrae) con el objeto de fundar allí un monasterio cisterciense. El 10 de mayo de 1194, bendecidos por el abad Pedro Masanet salieron del monasterio catalán doce monjes, a la cabeza de los cuales estaba Gaufredo de Rocaberti, I abad de Piedra.
En  mayo de 1195 se ratifica la donación y el deseo real de la fundación de un monasterio que siguiera la Regla de san Benito. Los edificios empezaron a construirse en 1203. En 1218 las obras estaban suficientemente avanzadas como para que los monjes pudieran ocupar los edificios. El 16 de diciembre de 1218 se hizo la ceremonia de traslación de la comunidad desde Piedra Vieja a Piedra Nueva. La consagración de la iglesia abacial fue presidida por el IV abad de Piedra, Jimeno Martín; por el arzobispo de Tarragona, Esparago de la Barca, que actuó en nombre de Jaime I de Aragón; por el obispo de Zaragoza, Sancho Ahones; y por el obispo de Albarracín, Domingo Ruiz de Azagra, que había sido monje profeso en Piedra. 
Fue aquí, en el Monasterio de Piedra, donde por primera vez se cocinó el chocolate en Europa en 1534. Cuando Hernán Cortés viajó a México fue acompañado por Fray Jerónimo Aguilar que envió al abad del Monasterio de Piedra el primer cacao junto a la receta para cocinarlo. Y se ha propuesto que Jerónimo de Pasamonte pudo componer en dicho monasterio el Quijote apócrifo, publicado en 1614 bajo el seudónimo de Alonso Fernández de Avellaneda.
En 1808, debido a la Guerra de la Independencia, el monasterio fue desalojado. Fue en este periodo cuando se derrumbó la bóveda central de la iglesia y se profanaron imágenes. En el "Trienio Liberal", entre 1820 y 1823 los monjes fueron obligados a dejar el convento, continuando con el deterioro del conjunto.
El monasterio de Piedra fue un real patronato desde su fundación hasta su tercera y última desamortización en 1836. Ese mismo año, la reina regente María Cristina de Borbón-Dos Sicilias, siendo Isabel II menor de edad, admitió la promulgación del decreto de disolución de órdenes masculinas y la desamortización de bienes eclesiásticos. El decreto de Mendizábal de 1835 significó el fin definitivo de la Congregación de Piedra. Los edificios conventuales fueron administrados por funcionarios entre 1835 y 1843, fecha en la que fueron subastados y adquiridos por Pablo Muntadas Campeny por 1 250 000 reales.

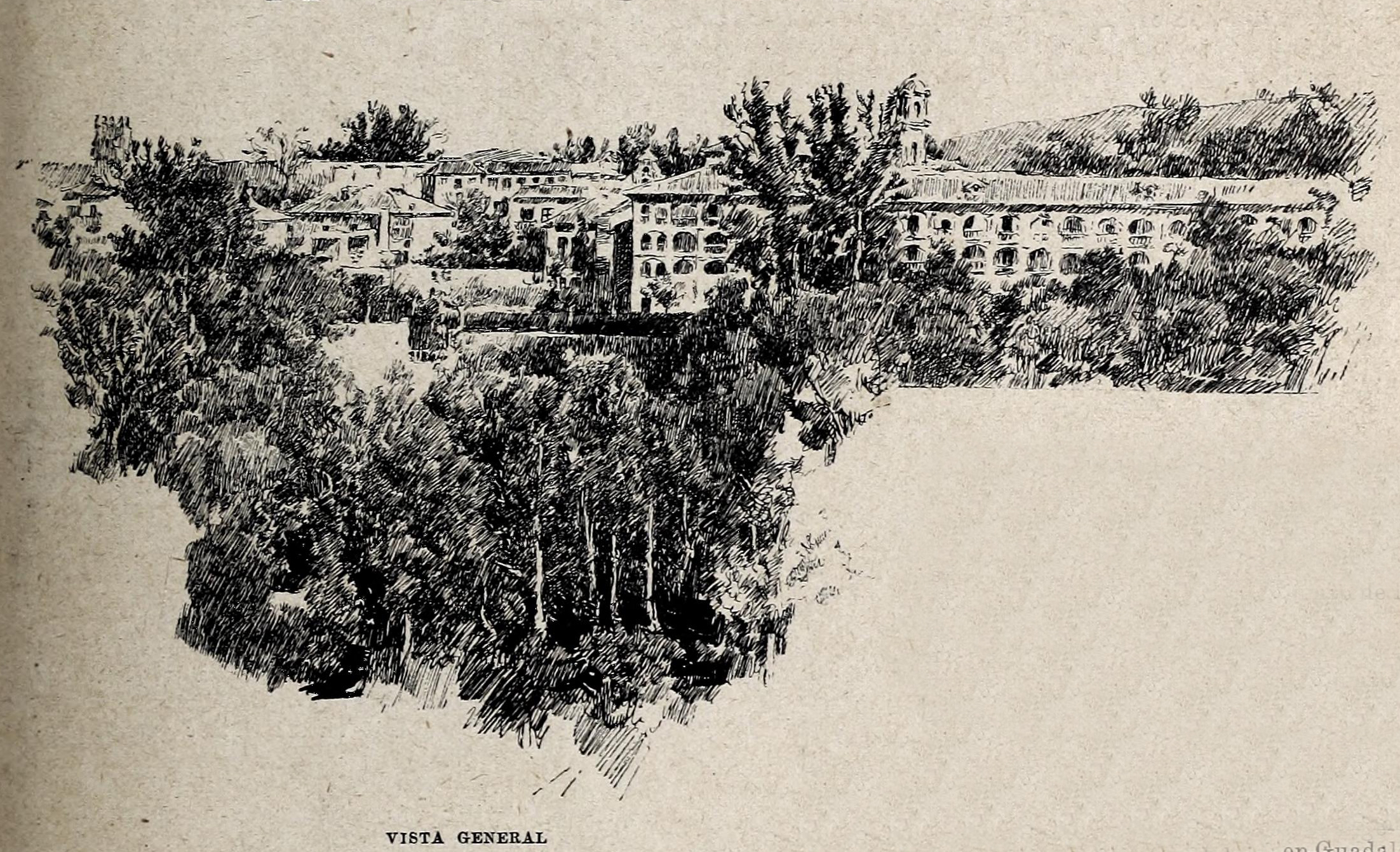
Vista general de finales del

Desde 1844, Juan Federico Muntadas, hijo de Pablo Muntadas, consolidado como propietario de Piedra, transformó la huerta en un jardín paisajista y las dependencias conventuales en una instalación hostelera e hidroterápica, a lo que añadió la construcción de una piscifactoría, que fue pionera en España. Los nuevos usos turísticos frenaron su degradación, consolidaron edificaciones y lo han preservado hasta la fecha de forma notable.
Catalogado como Paraje Pintoresco Nacional el 28 de diciembre de 1945, y como Monumento Nacional el 16 de febrero de 1983, la Orden de 17 de septiembre de 2009, del Departamento de Educación, Cultura y Deporte, del Gobierno de Aragón, completa la declaración originaria de bien de interés cultural, en la categoría de Monumento. Por último, se le concede la categoría de Jardín Histórico el 27 de enero de 2010.

## Iglesia

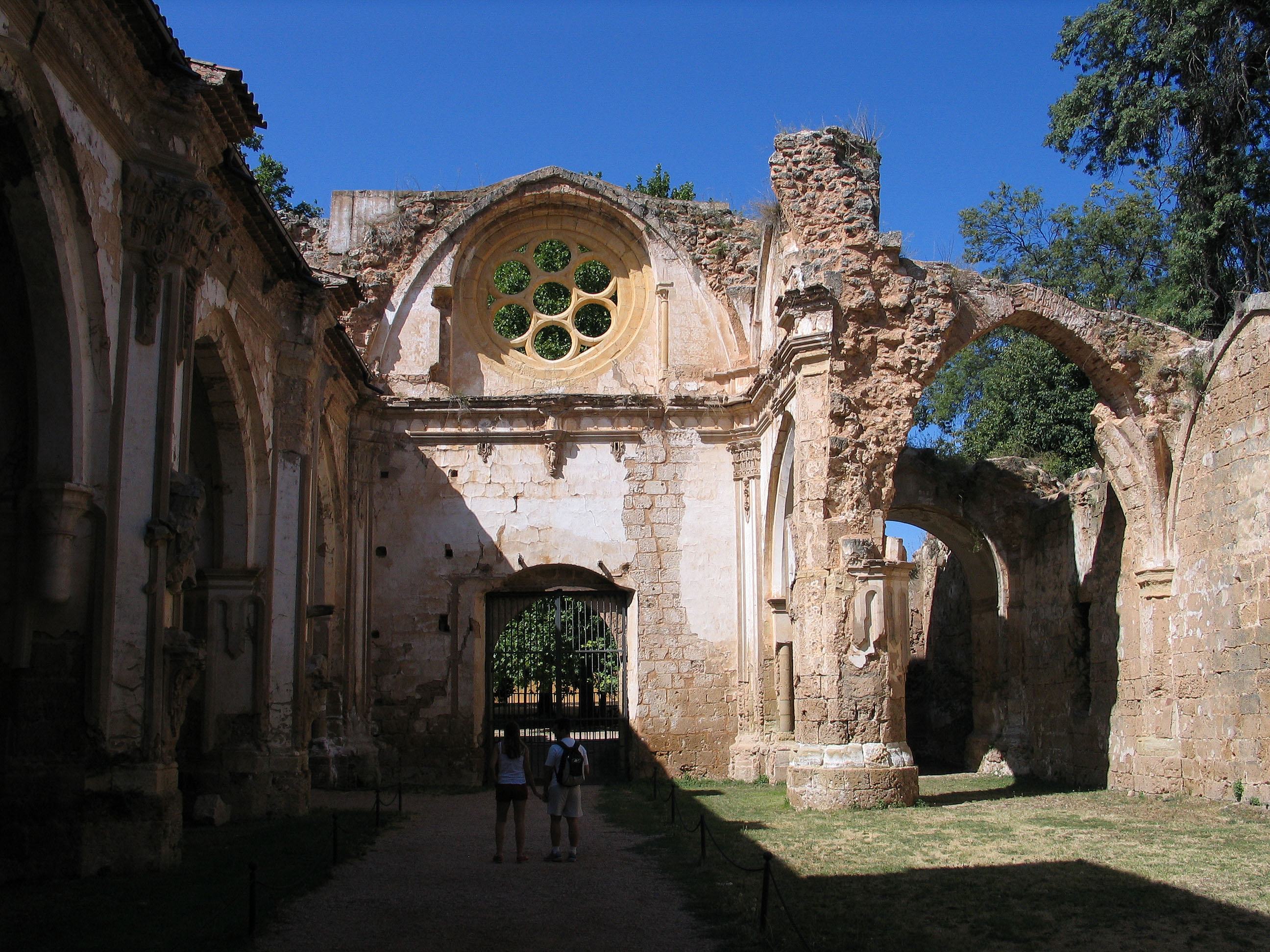
Iglesia

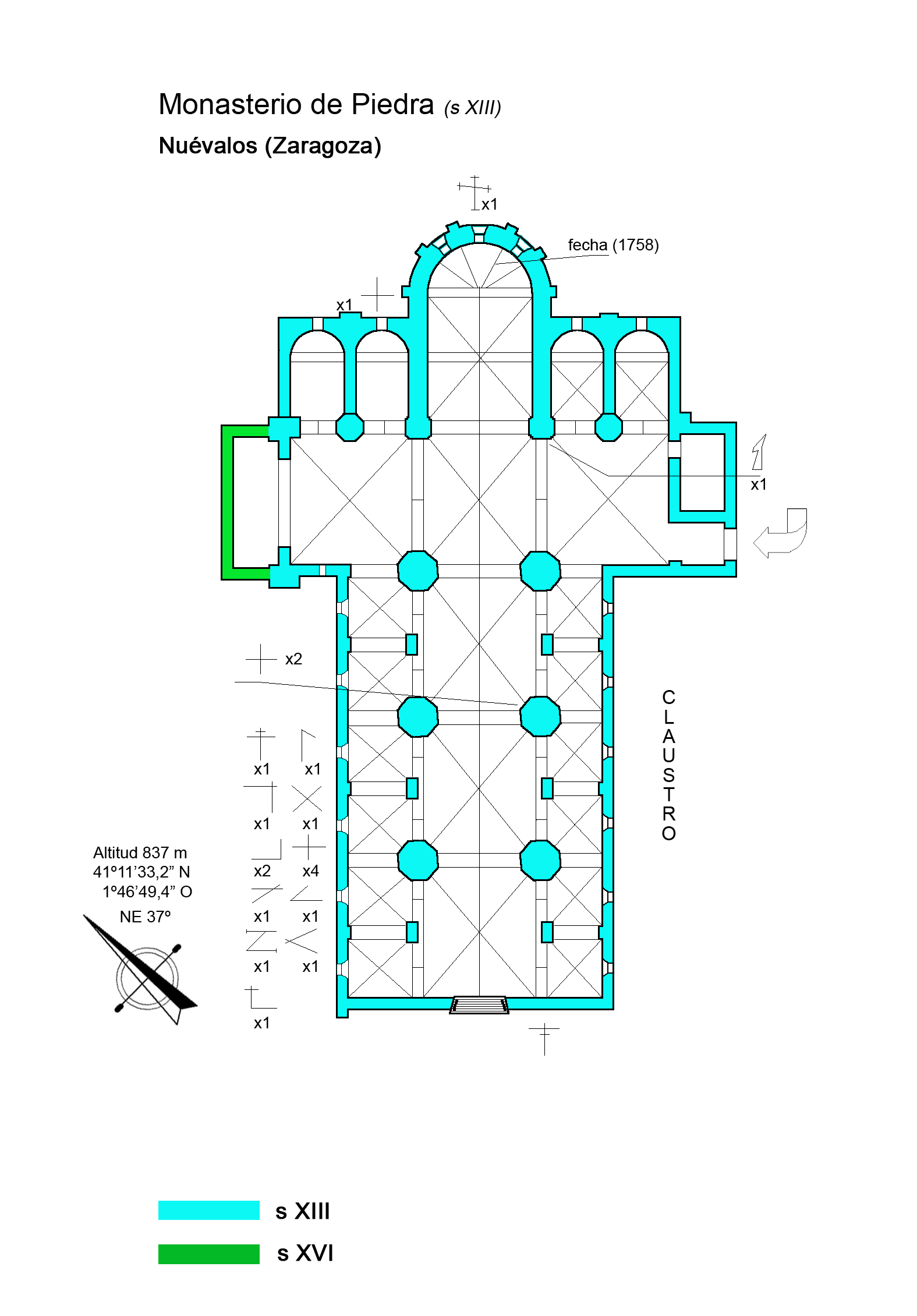
Aproximación a la planta de la iglesia y marcas de cantería

De estilo románico tardío (siglo xiii), su planta, típica cisterciense, tiene forma de cruz latina, con crucero, ábside central poligonal reforzado con grandes pilares y cuatro ábsides laterales de cabecera plana.
Sus dos naves constan de seis tramos las laterales y tres la central. En su construcción se usaron sillares de caliza muy porosa, actualmente en avanzado estado de deterioro.
En la fachada sudoeste hay un pórtico tardorrománico con arco de medio punto y cinco arquivoltas abocinadas apoyadas en columnas con capiteles decorados con motivos vegetales. El acceso actualmente se realiza desde el claustro.

## Monasterio-claustro

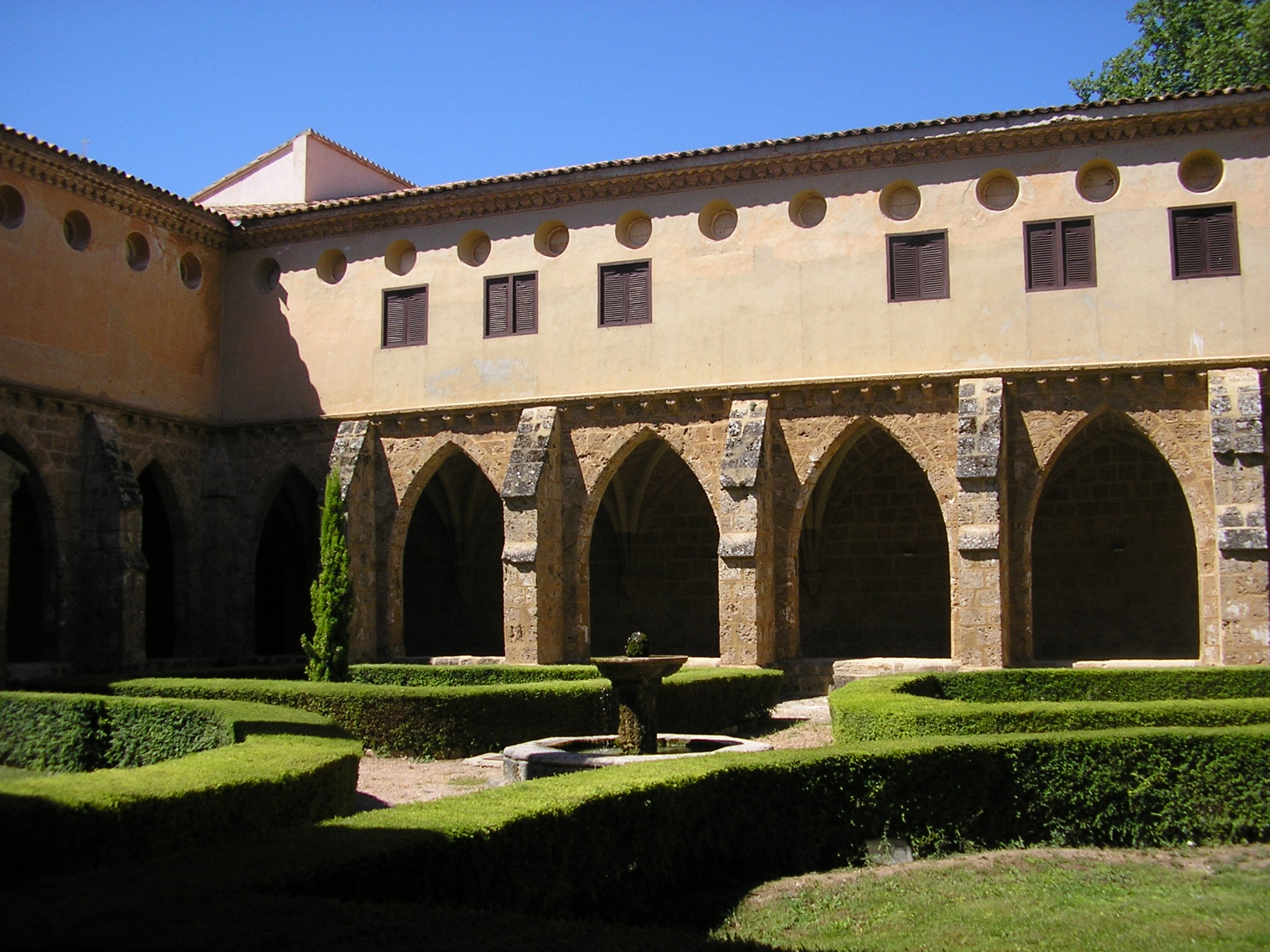
Claustro del monasterio

Su planta, estilo y distribución es cisterciense, robusto y austero, característico del siglo xiii, de arcos apuntados con capiteles y ménsulas decorados con motivos vegetales. Ha sido restaurado recientemente. Planta cuadra con jardín central y cuatro pandas en las que se distribuyen la salas. Al norte, en la panda del mandatum, la iglesia; al sur, en la panda del servicio, la cocina, el refectorio y el calefactorio; al oeste, en la panda del trabajo, las bodegas y cilleros y al este en la panda del capítulo, la sala capitular.

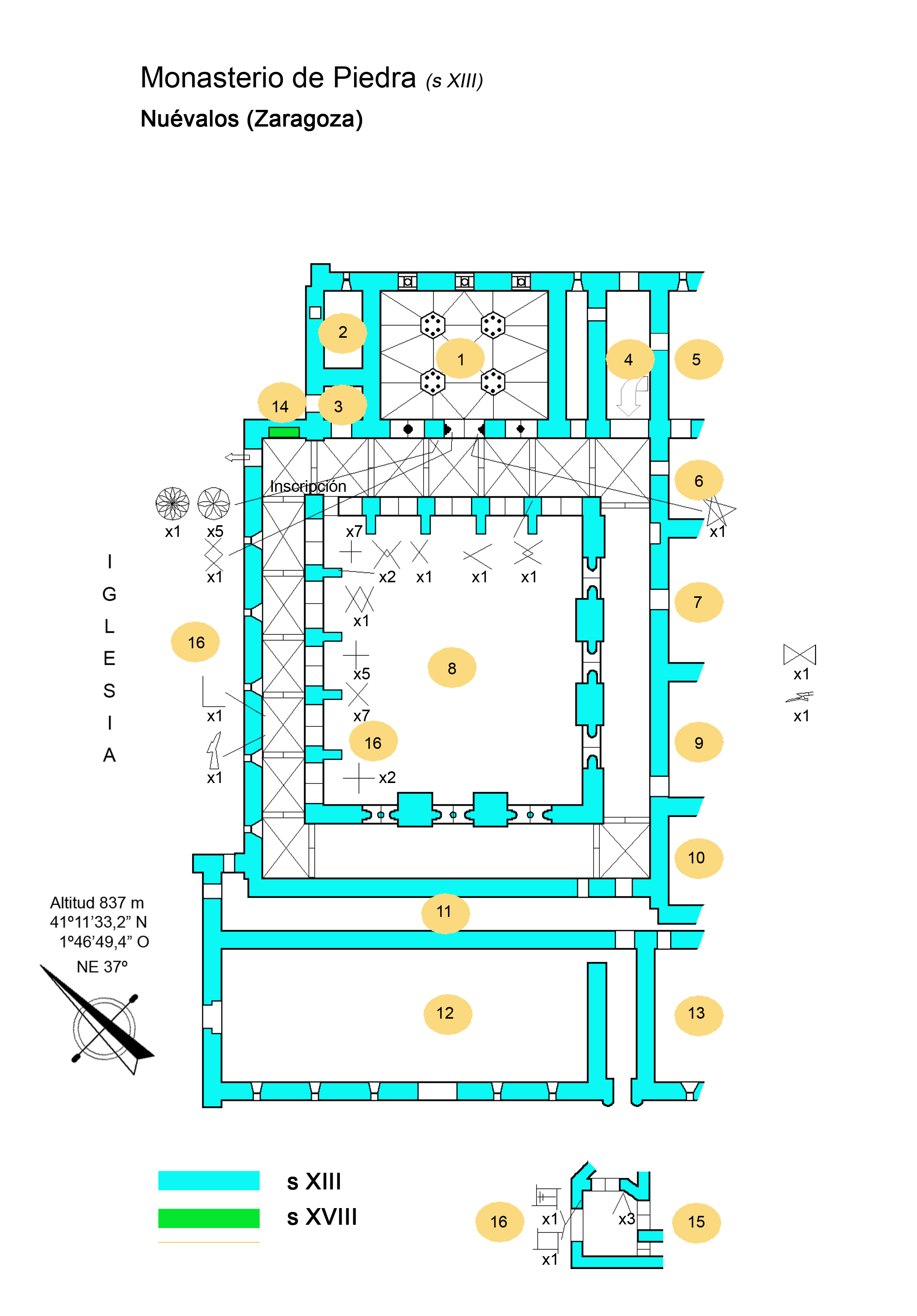
Aproximación a la planta del monasterio y claustro. Marcas de cantería.

Llama la atención el pasillo llamado  Callejuela negra o Callejón de los conversos, de estilo románico y perteneciente, según se cree, a castillo anterior al monasterio. Este paso, paralelo a una de las galerías del claustro, se usaba para el acceso de los trabajadores conversos sin que tuvieran contacto con los monjes.
El calefactorio era la única estancia que contaba con calefacción con el sistema de gloria. Sobre él se ubica la biblioteca y en estas dos estancias se hacía la vida monasterial fuera de las labores rutinarias, se usaba para mantener a los monjes enfermos o como barbería. 

Leyenda de la imagen
1. Sala capitular
2. Sacristía
3. Armarium
4. Auditorio
5. Scriptorium
6. Calefactorium
7. Refectorio
8. Claustro
9. Cocina
10. Locutorio del cillero
11. Callejuela negra o Callejón de los conversos
12. Cilla
13. Refectorio de los conversos
14. Capilla barroca
15. Granero (Bar)
16. Marcas de cantería

Las celdas se ubicaban en el edificio (siglo xvii), convertido hoy en confortable hotel. Las columnas románicas del antiguo palacio abacial sustentan el nuevo palacio, de estilo neoclásico, construido en el siglo xviii.

## Sala capitular

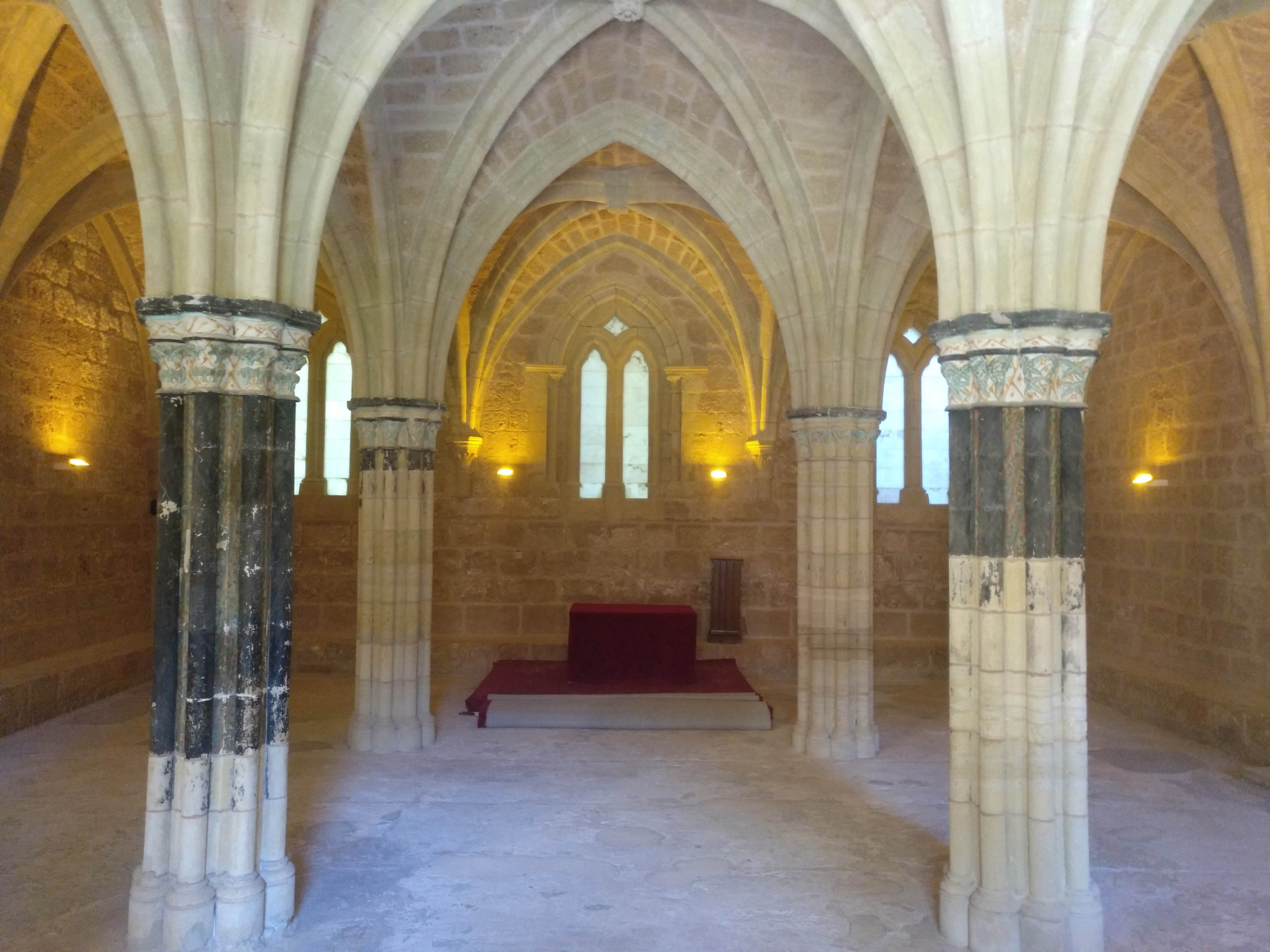
Sala capitular del monasterio

La hermosa sala capitular (de principios del siglo xii) era el centro neurálgico de la vida monástica. Su cerramiento está soportado por cuatro columnas centrales de tipo palmeado. Uno de sus claves muestra un castillo musulmán, se cree que es el castillo de Piedravieja. Esta sala está situada en la galería oriental del claustro. Dos de sus grandes características son su portada central y sus ventanales laterales.

## Torre
El acceso al monasterio se efectúa por la llamada Torre del Homenaje, donde hay un acceso en el extremo noreste de la muralla. La torre se encuentra sobre el arco de la entrada. Desde el claustro, en el ángulo noreste, se puede contemplar la torre de estilo mudéjar. 

## Parque natural del Monasterio de Piedra

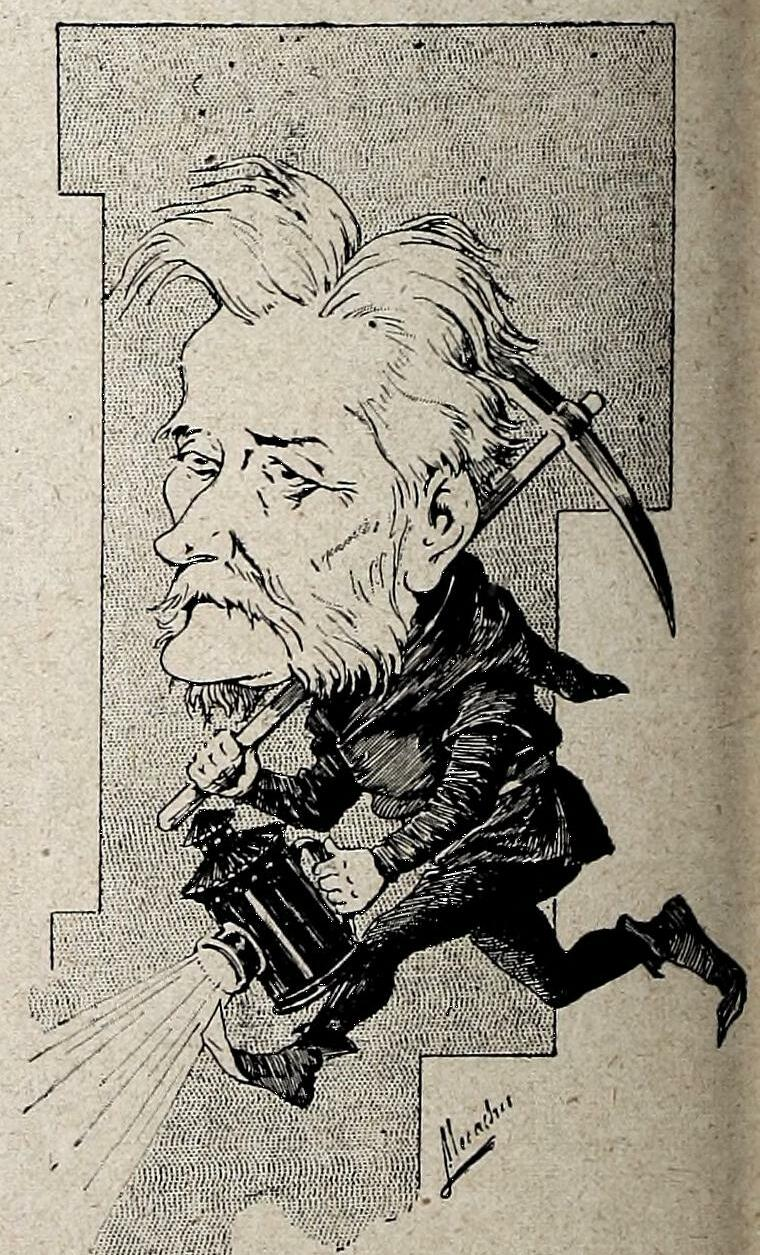
Caricatura de Federico Muntadas (1894)

El parque natural del Monasterio de Piedra fue creado por Juan Federico Muntadas.
El río Piedra forma, al pasar por las inmediaciones del monasterio, un paraje de gran belleza paisajística, con muchas cascadas de agua que se dividen en innumerables hilos de agua o chorreras, siendo la cascada de la Cola del Caballo, con más de 50 metros, la de mayor altura. Sin embargo, es la cascada de La Caprichosa la que más interés genera. Ya desde principios del siglo XIV llegaban a la cascada numerosos viajeros en busca de un milagro, pues cuenta la leyenda que si el destino de la persona que lo pide es caprichoso, puede cumplir deseos.  
Unos senderos debidamente señalizados conducen por todo el parque, a lo largo de unos 5 km, a todos los sitios de interés del mismo. 
Estas cascadas están formadas por la disolución de las calizas y la posterior precipitación de las mismas la cual ocurre al disminuir el caudal, con lo que la caliza disuelta va depositándose en capas sucesivas por las que discurre el agua formando innumerables saltos. Se trata de un fenómeno kárstico originado por las ligeras fluctuaciones en el propio caudal del río. Ese río es conocido como Río Piedra ya que contiene altas cantidades de carbonato cálcico que se deposita sobre el suelo, las plantas... y hace que se cree una costra dura.
El parque también cuenta con varias grutas, descubiertas por el fundador del parque. Allí también se encuentra el llamado Lago Espejo. Recientemente, se pueden presenciar en las inmediaciones del parque espectáculos con aves, entre las que se encuentran lechuzas, águilas, buitres, búhos y alimoches.
El parque natural, junto al conjunto del monasterio y el hotel anexo, es el espacio natural más buscado por los usuarios de internet en España; hecho que refleja la importancia y la fama del parque natural.

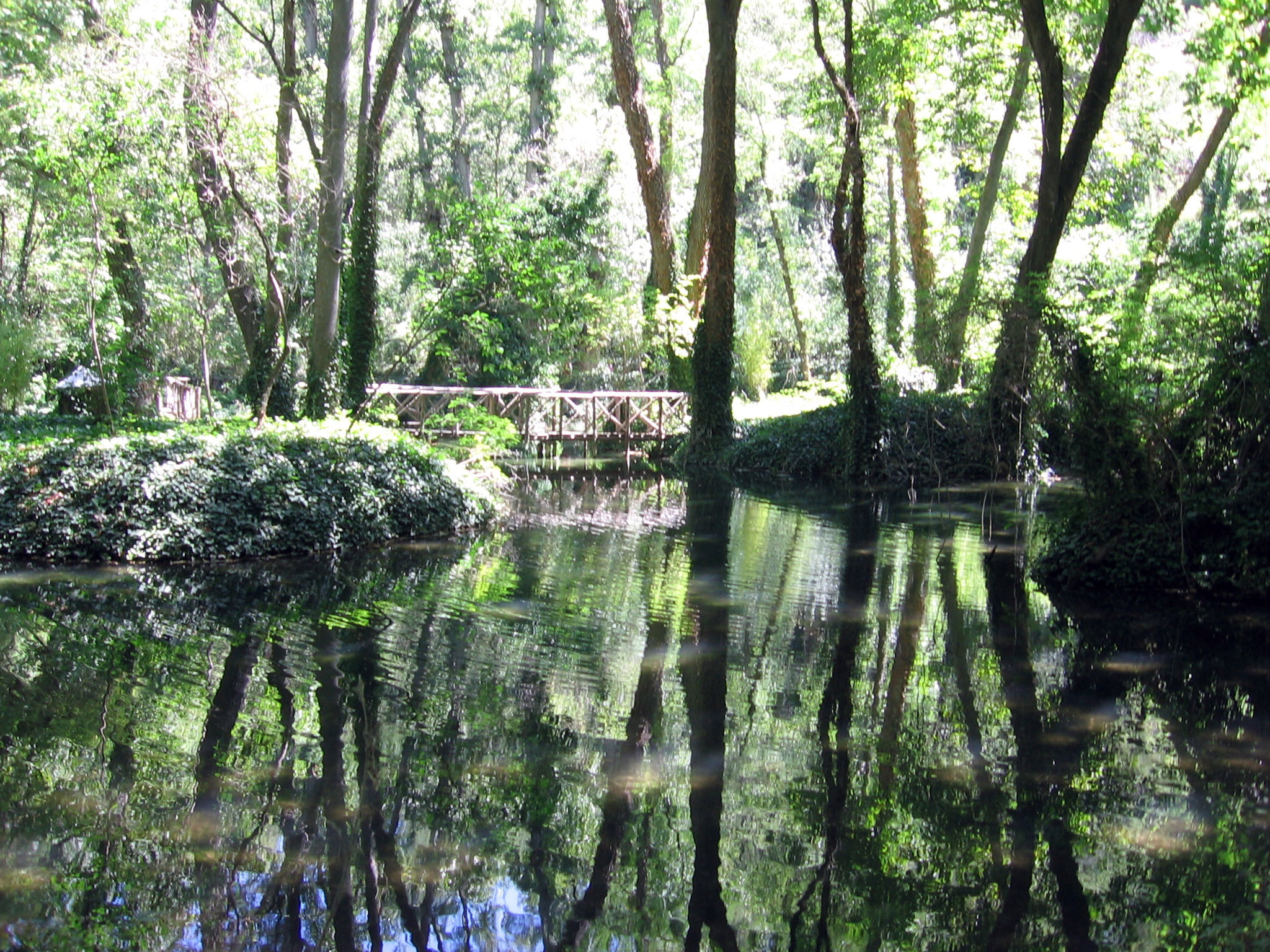
Lago de los Patos
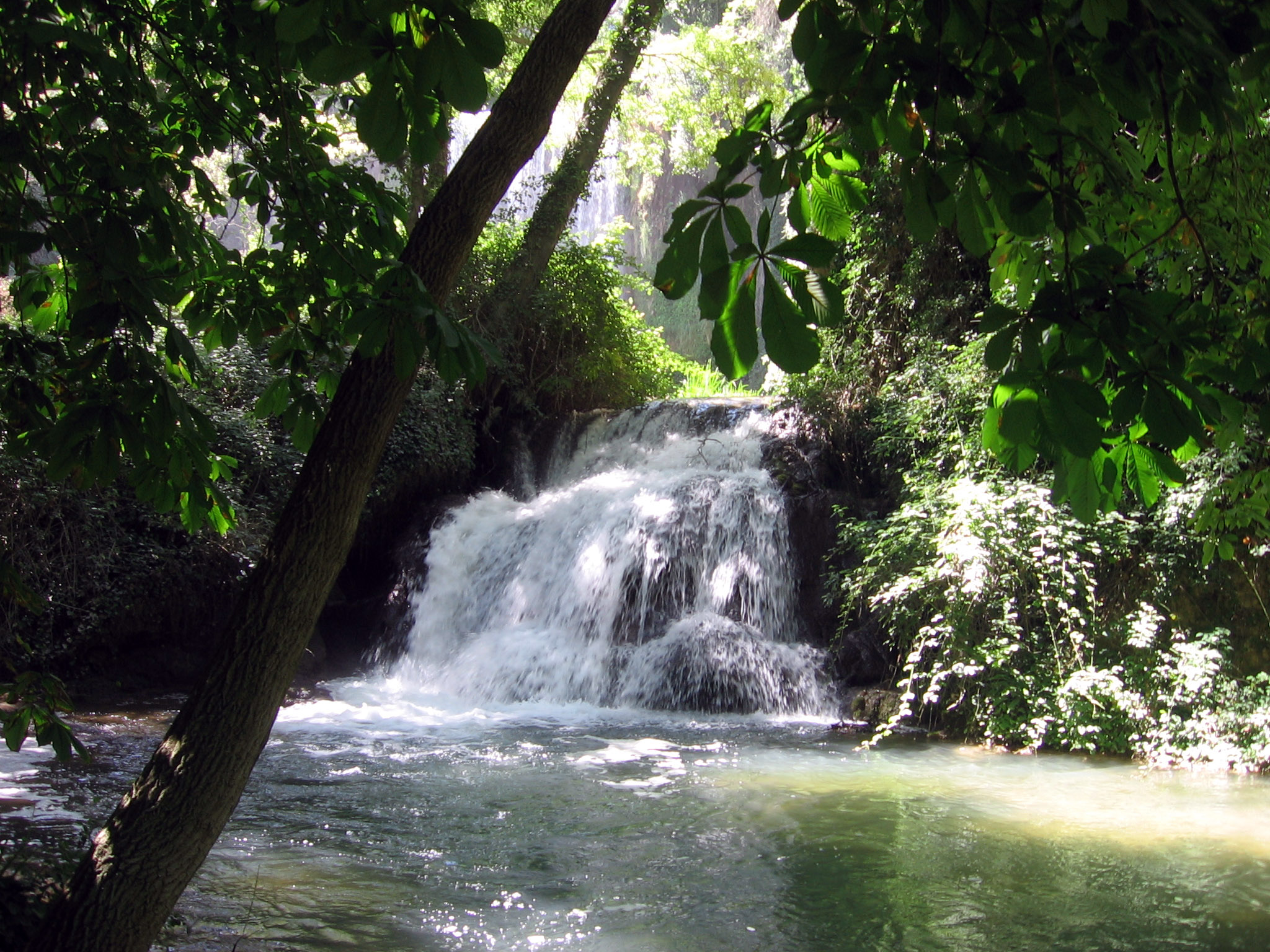
Baño de Diana
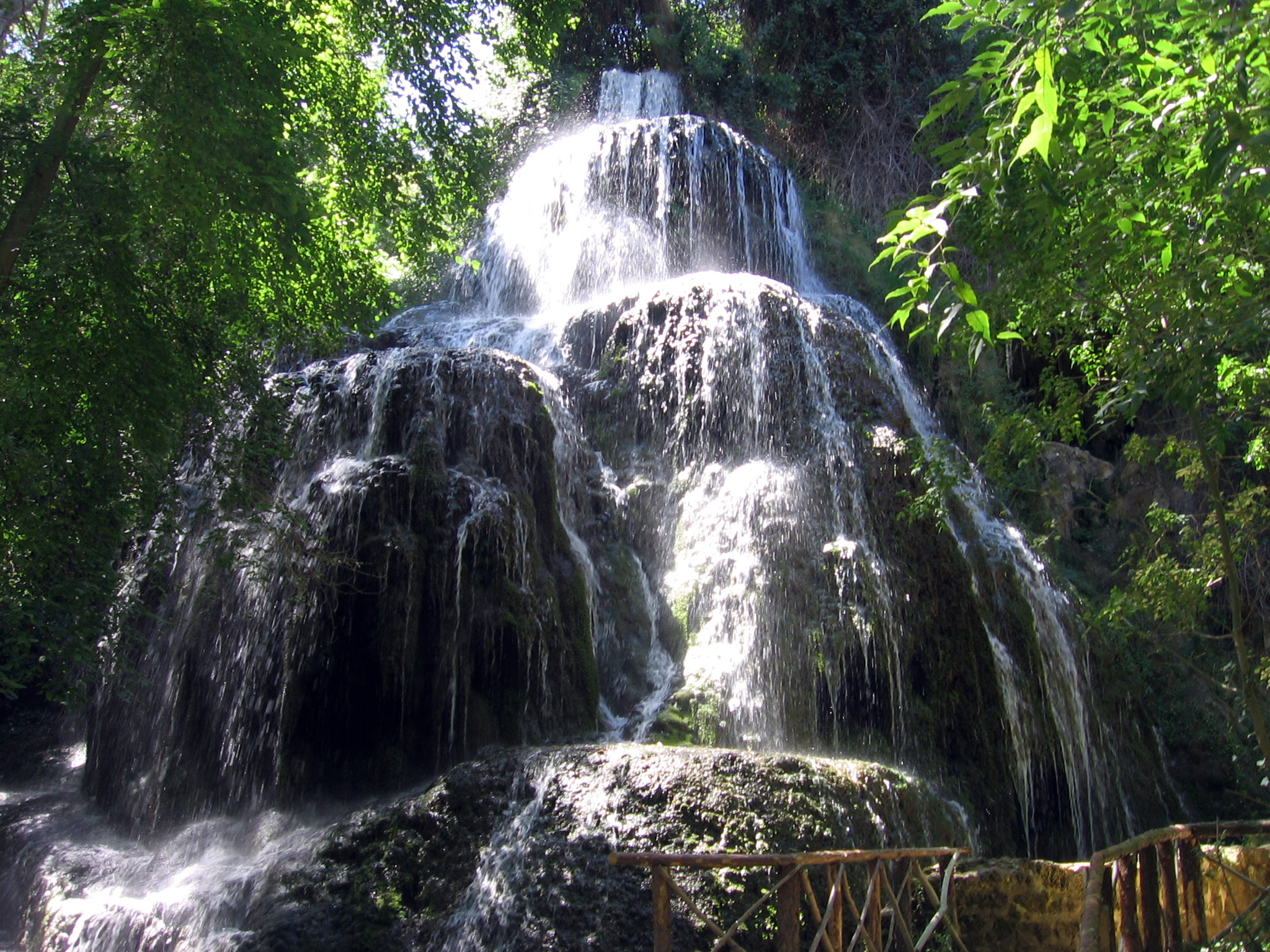
Cascada Trinidad
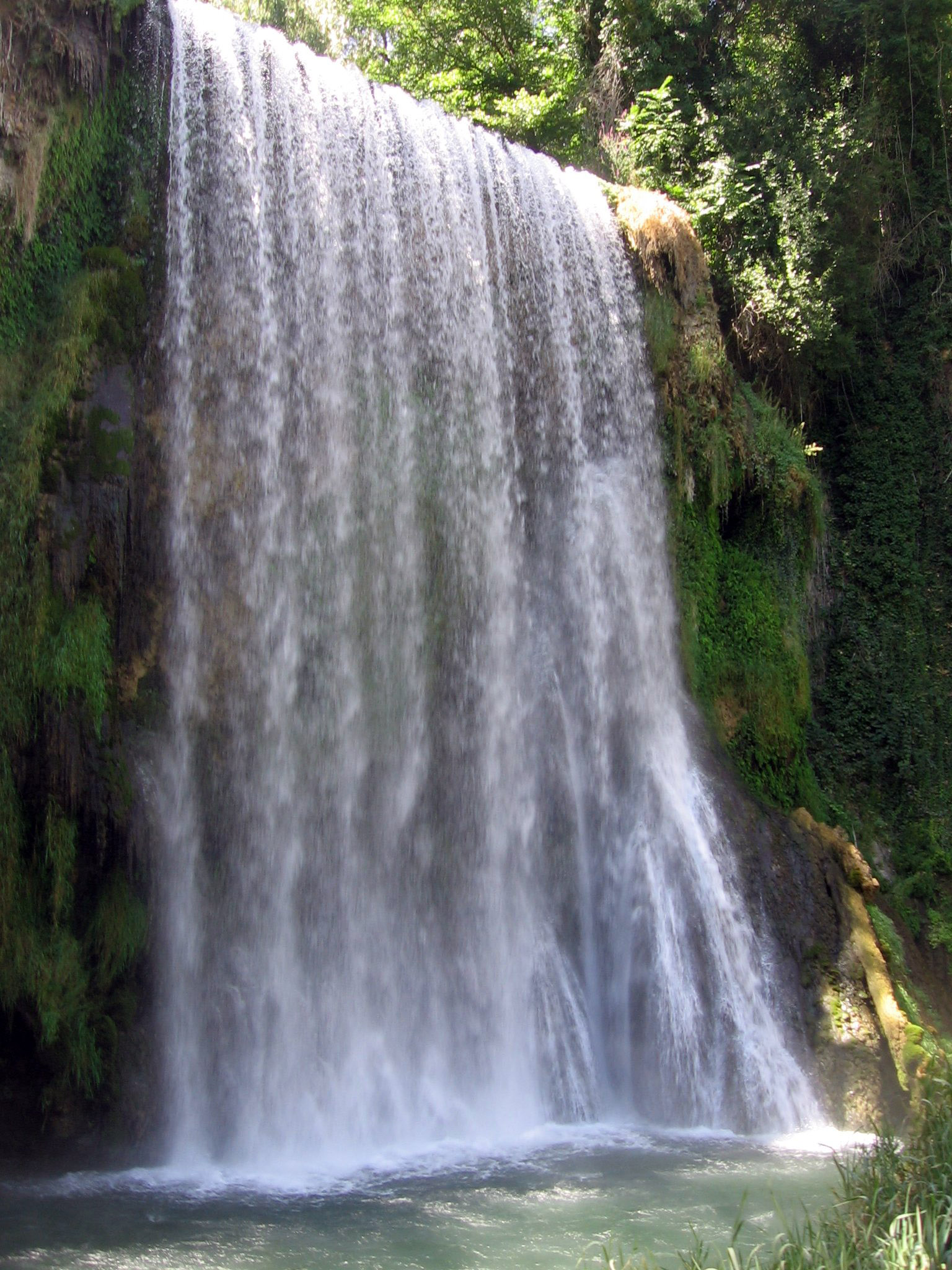
Cascada La Caprichosa
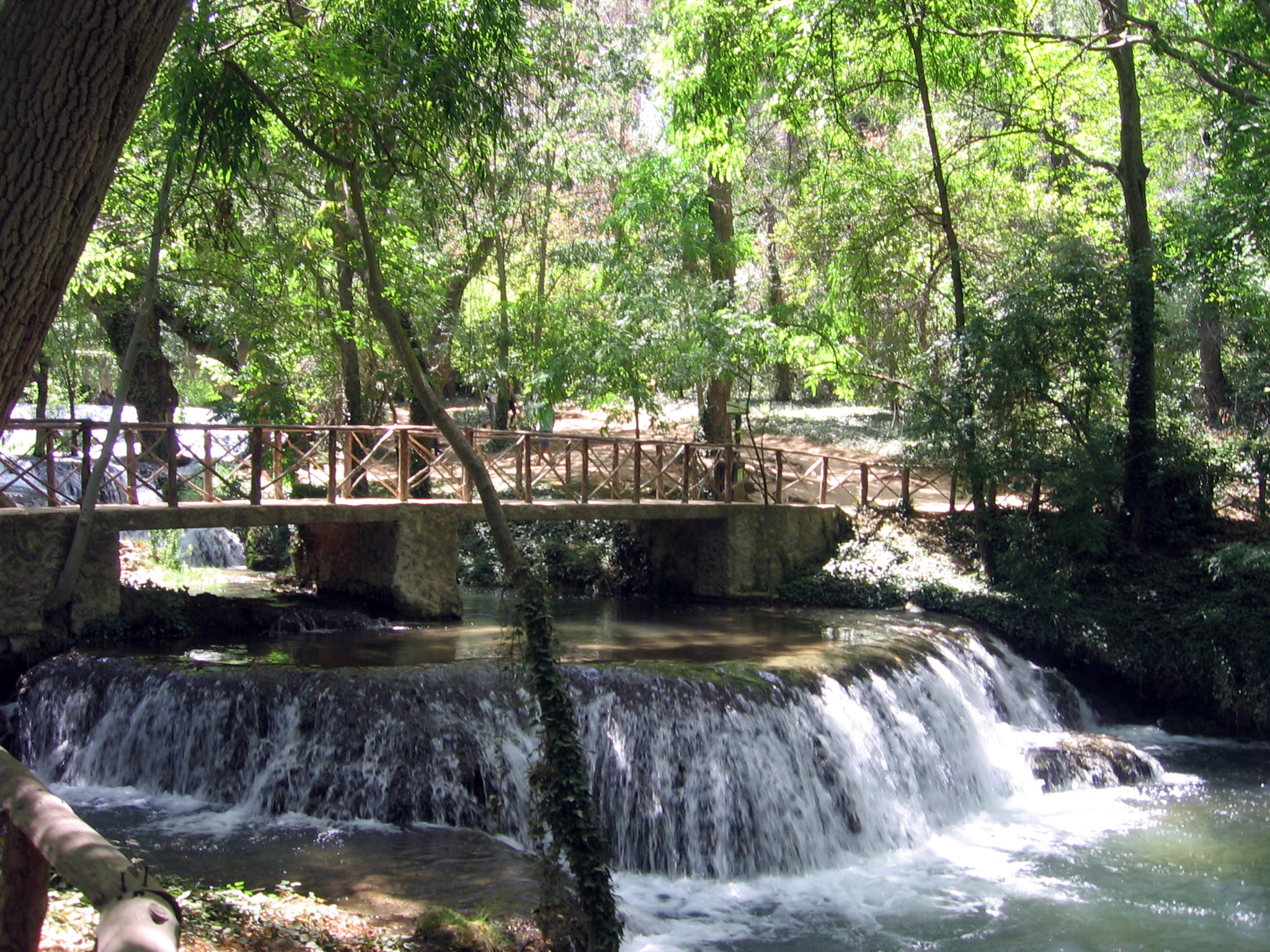
Los Vadillos
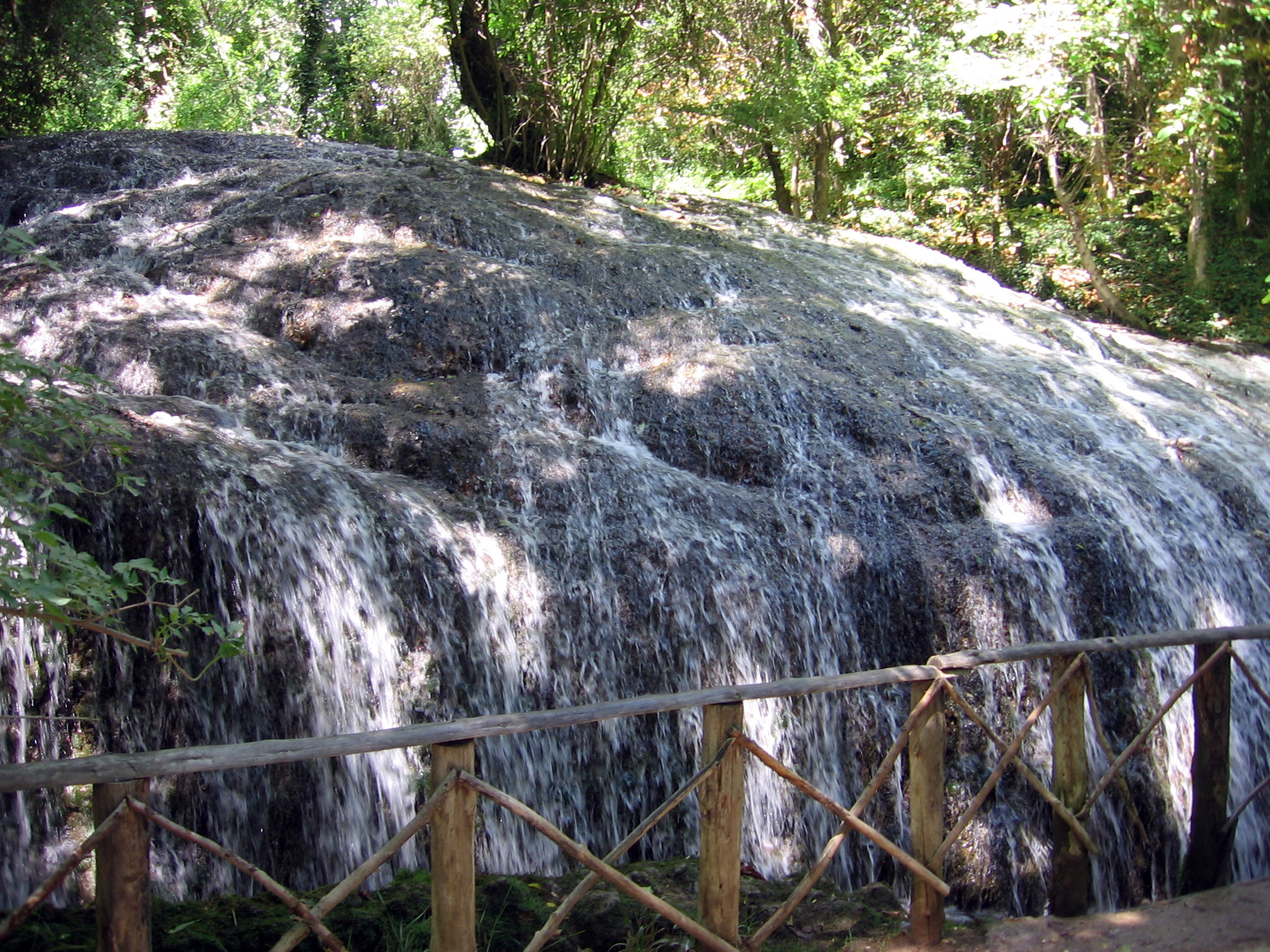
Los Fresnos Altos
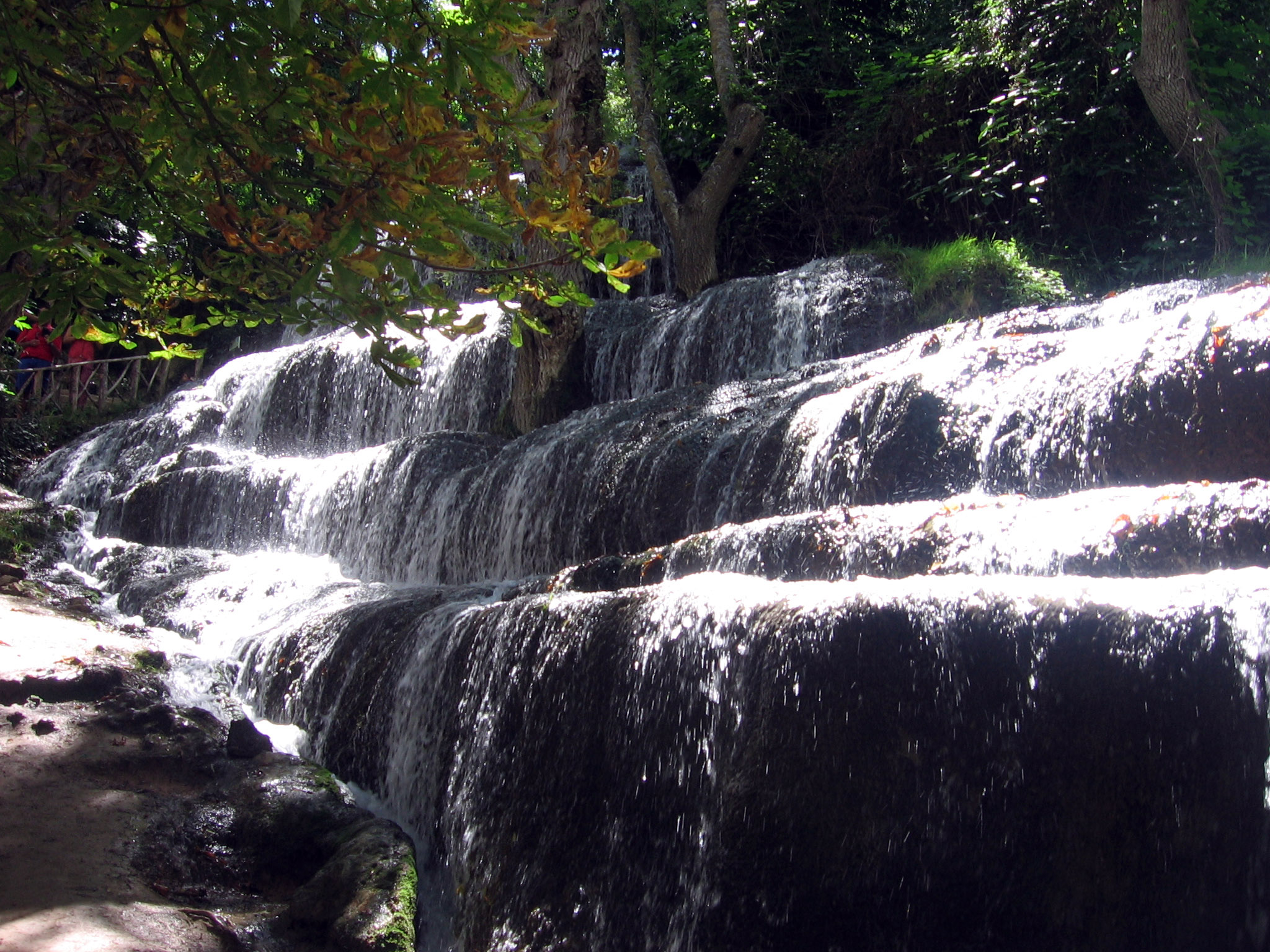
Los Fresnos Bajos
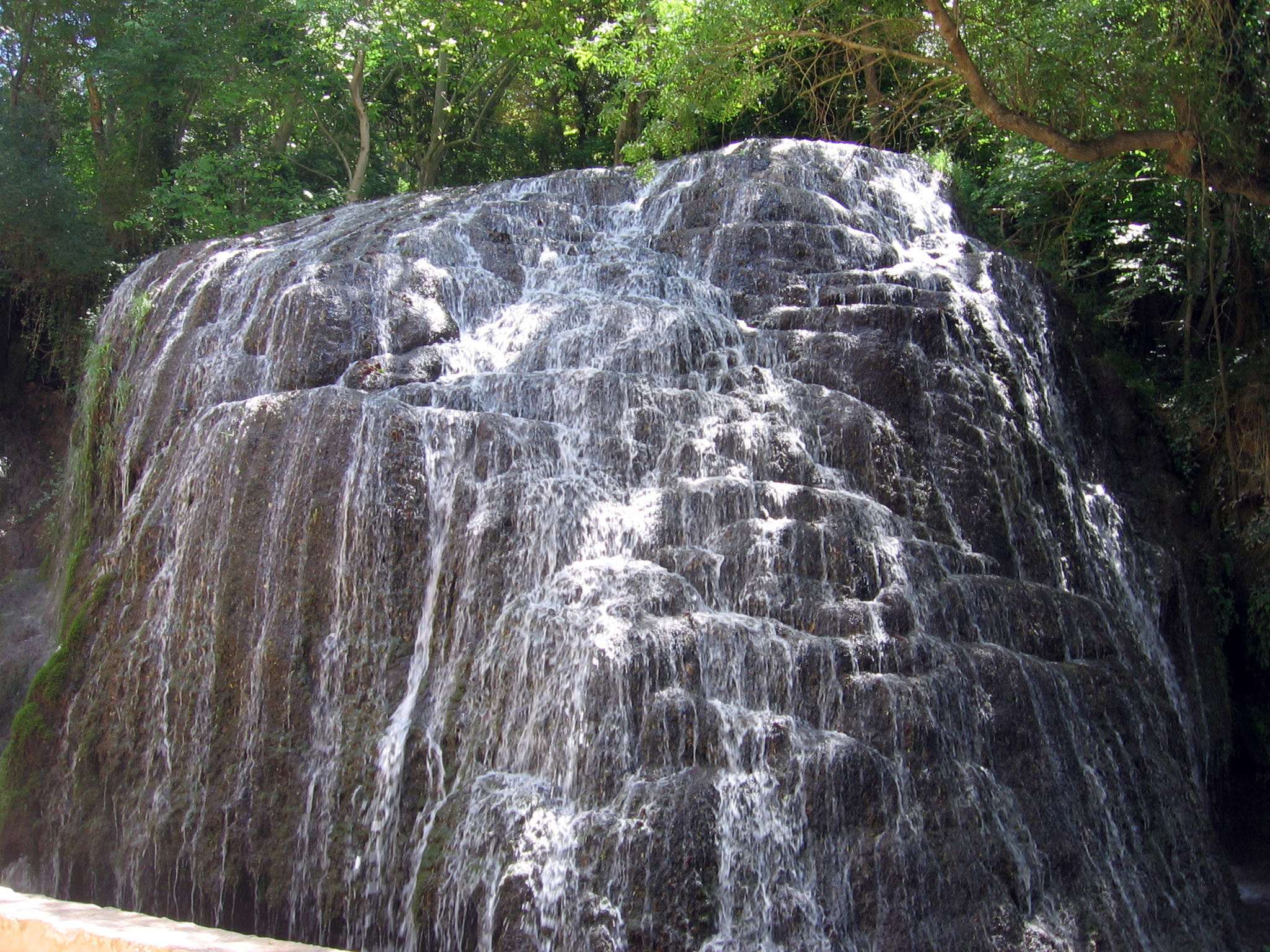
Cascada Iris
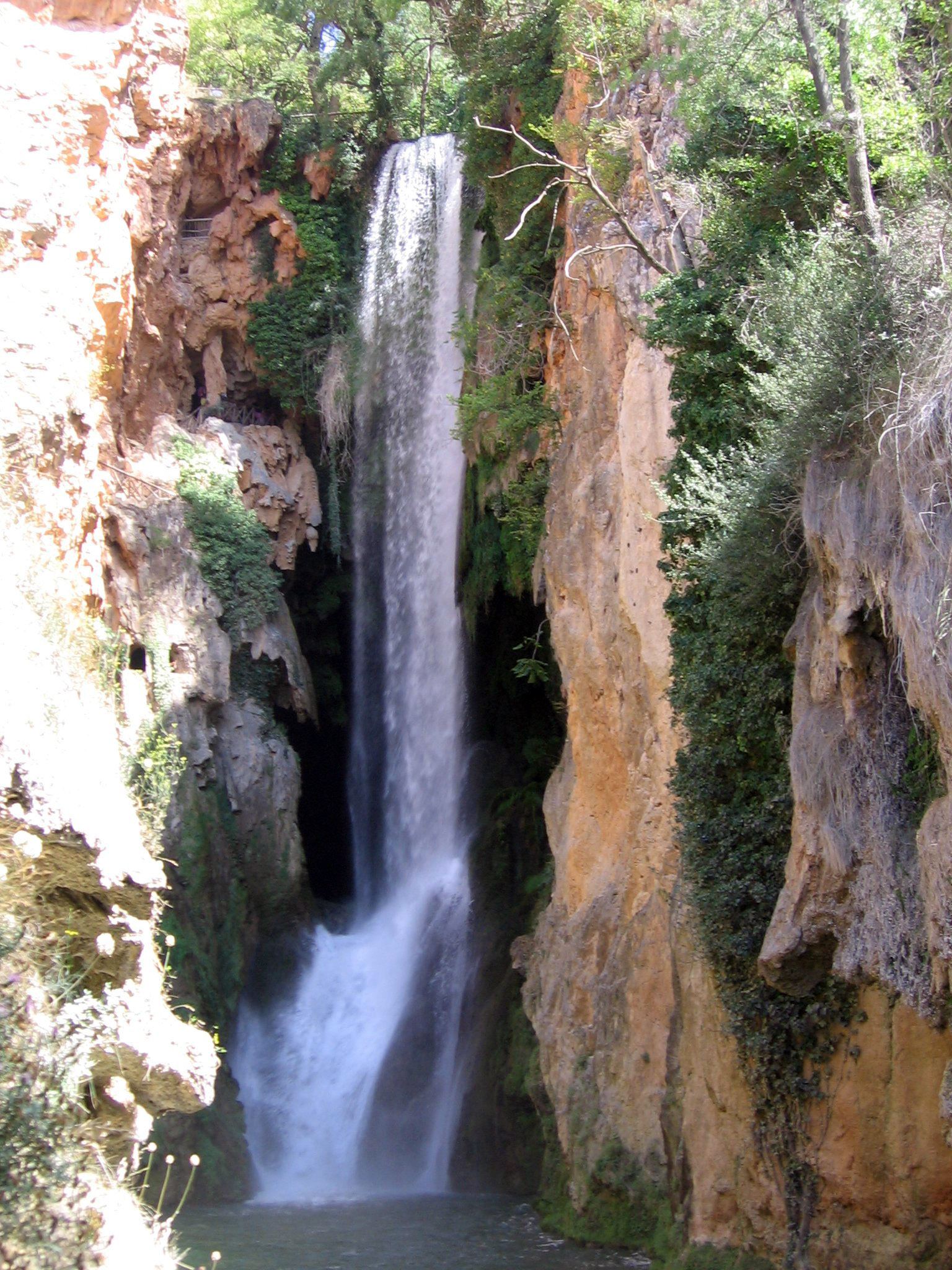
Cascada Cola de Caballo
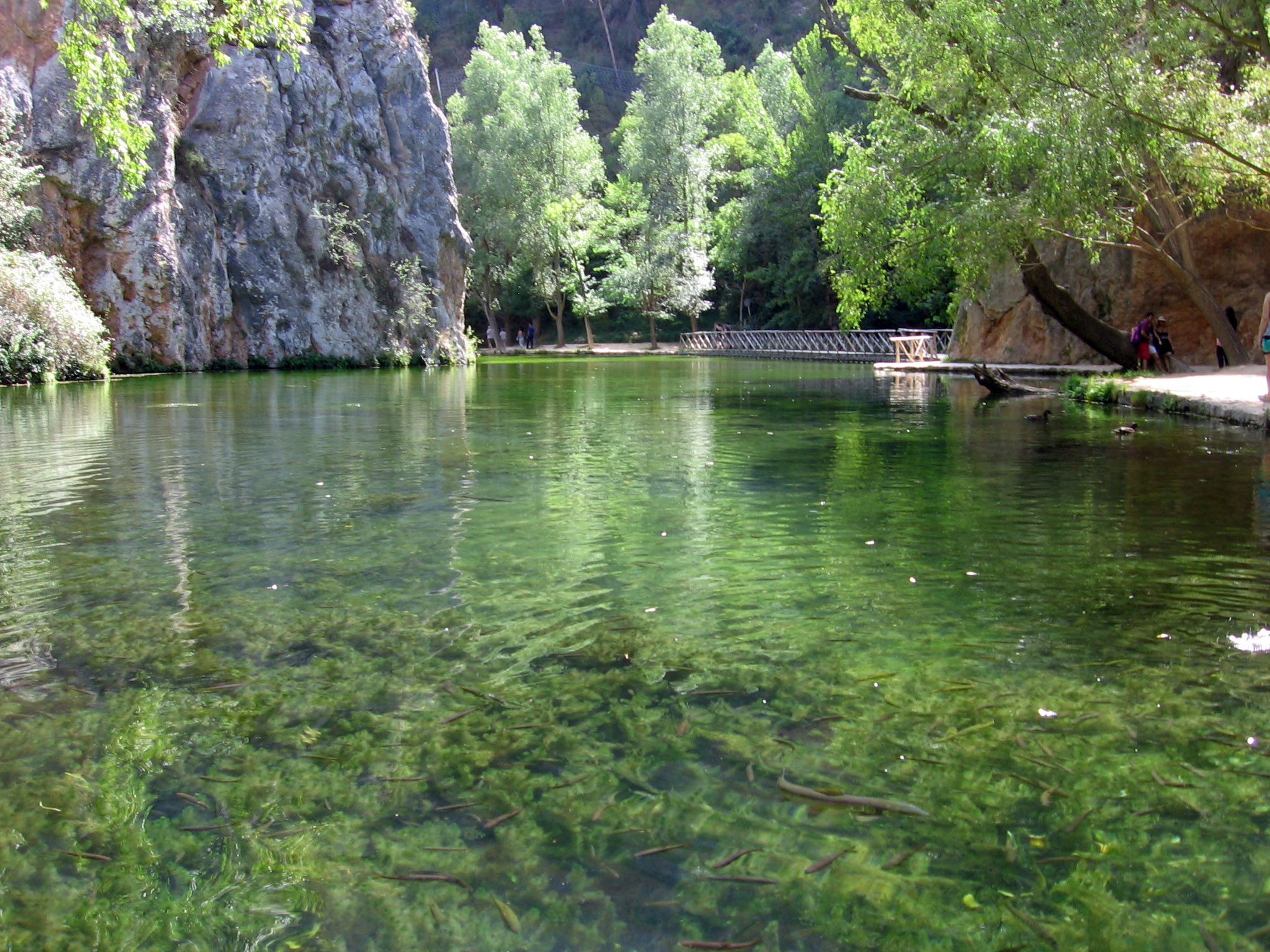
Lago del Espejo
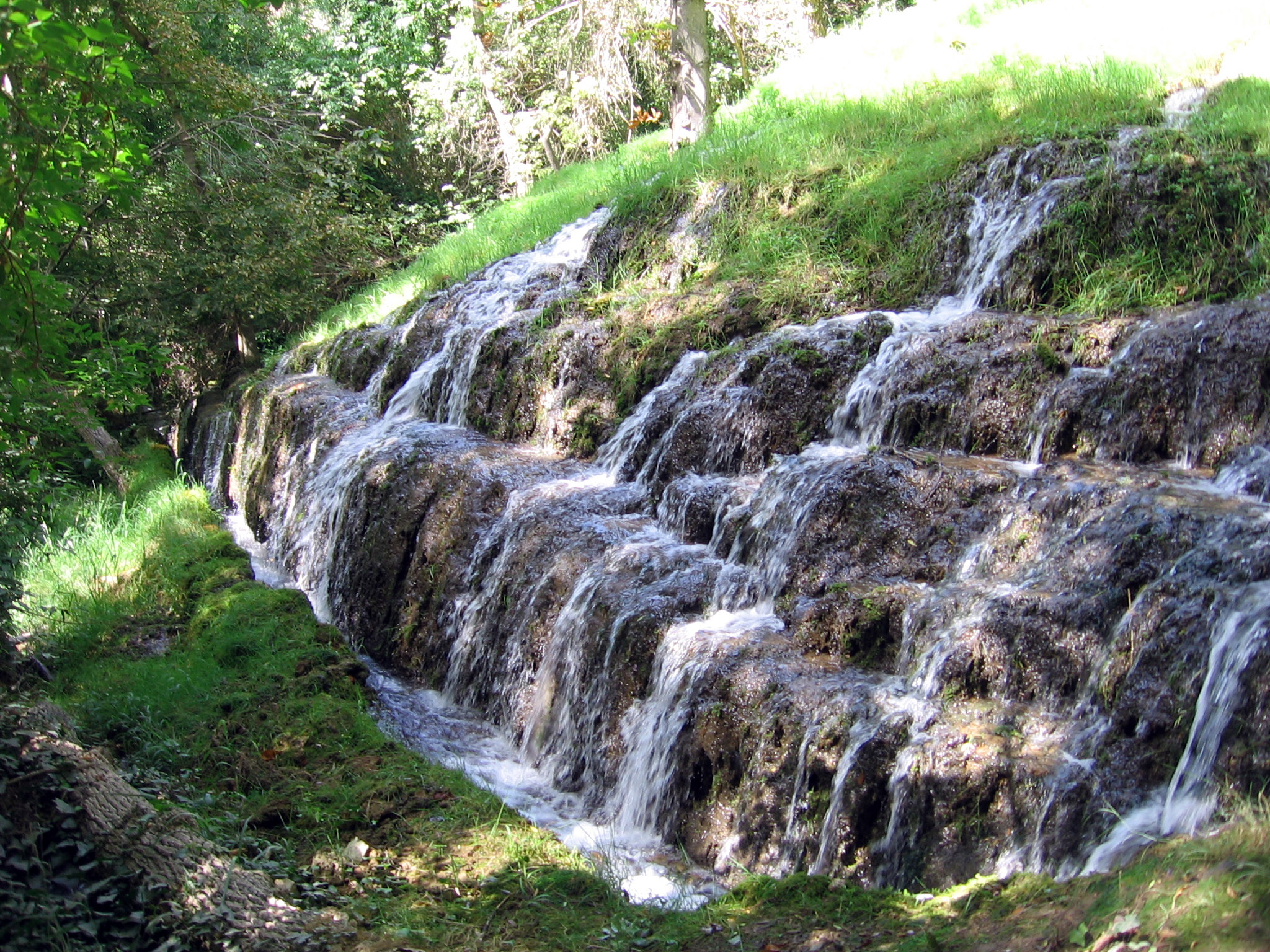
Fuente del Señor
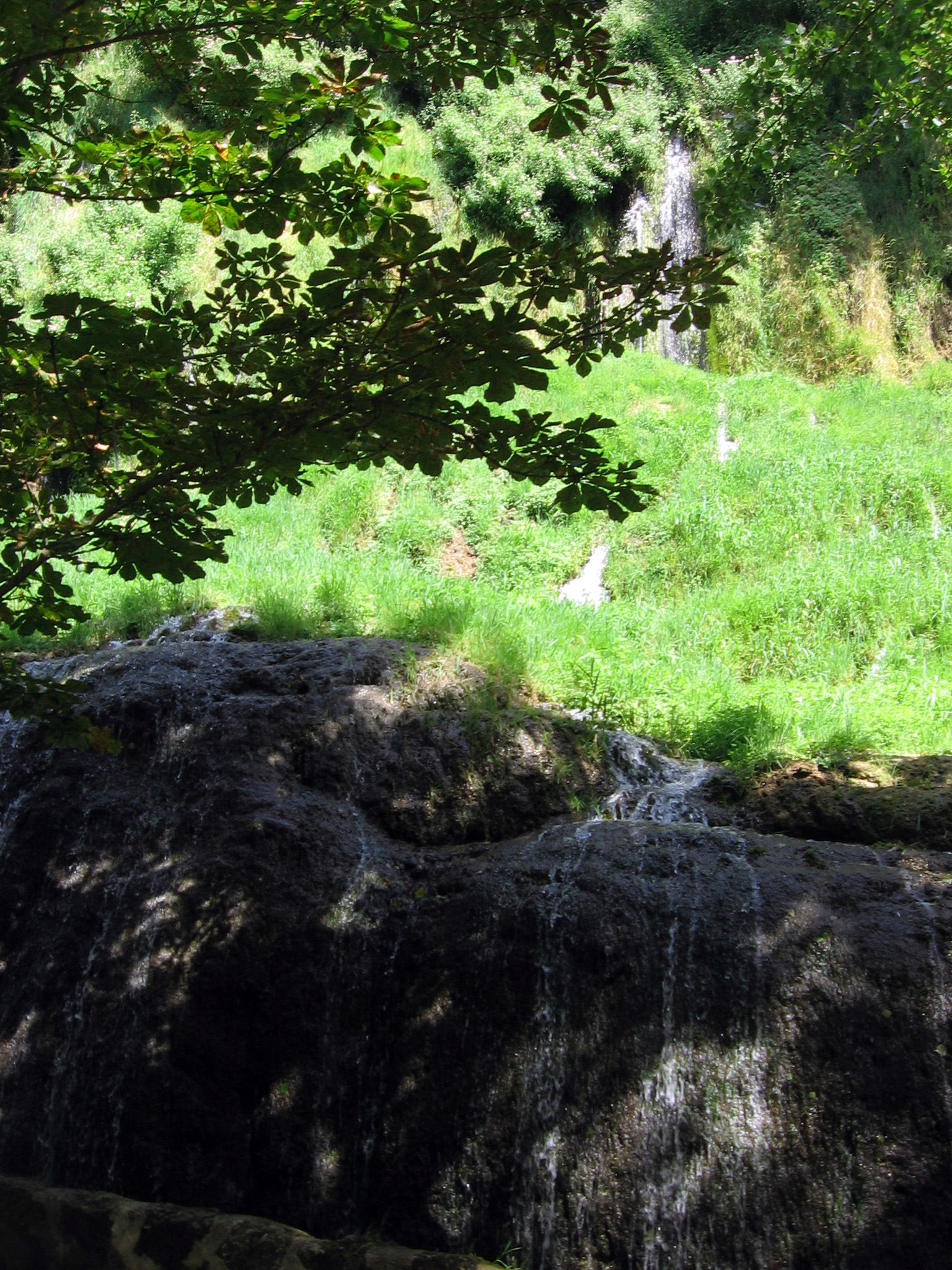
Cascada de los Chorreaderos
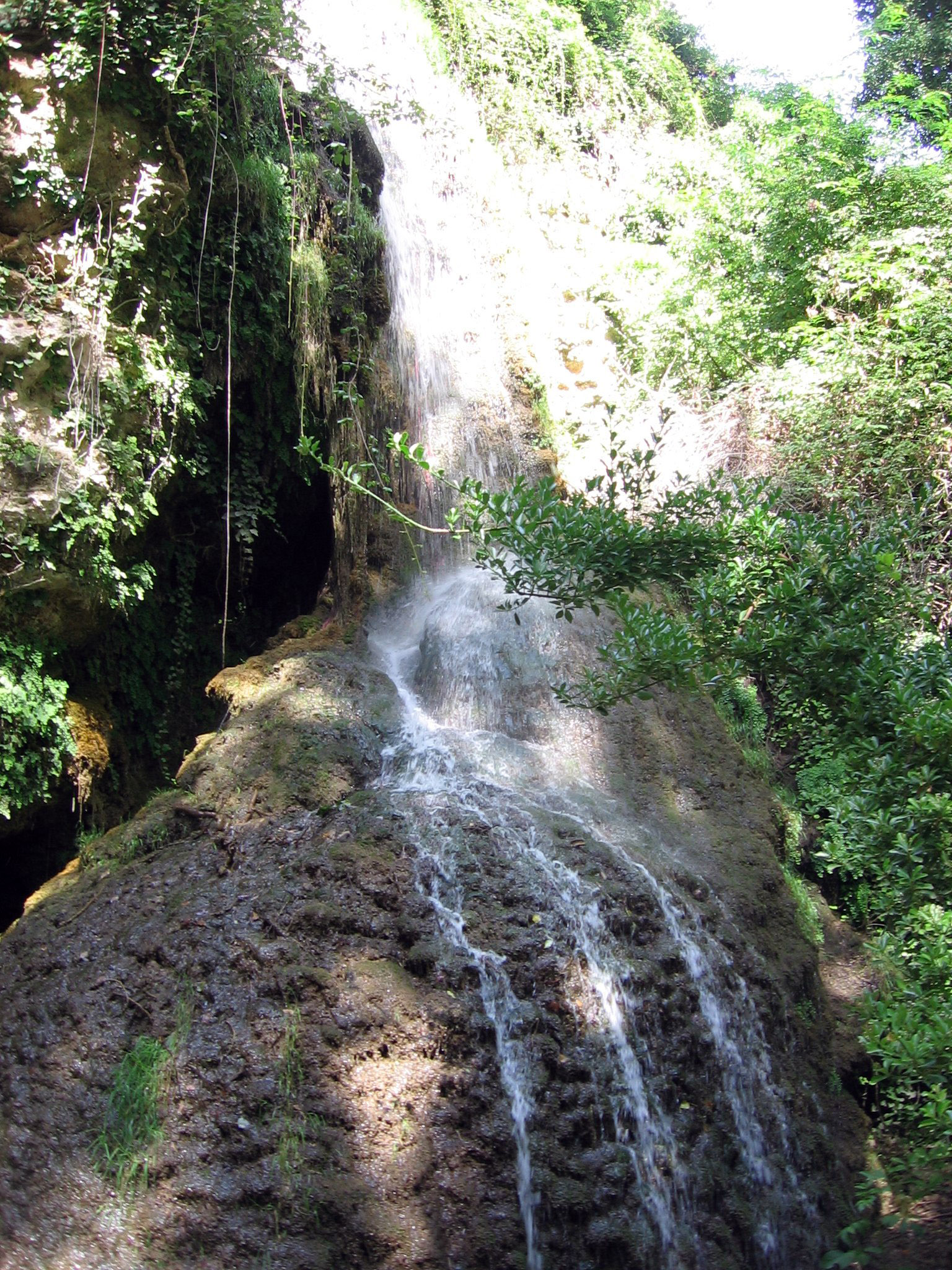
Cascada Sombría